# Aphrodite’s Child-diszkográfia
Ez az egykori Aphrodite’s Child rockegyüttes albumainak, kiadványainak diszkográfiája. Tartalmazza a megjelent stúdióalbumokat, a közép- és kislemezeket, azok slágerlistás helyezéseit, illetve a fontosabb válogatásalbumokat.

## Stúdióalbumok
| Év   | Album adatai                                                  | Slágerlistás helyezés | Slágerlistás helyezés | Slágerlistás helyezés | Slágerlistás helyezés | Slágerlistás helyezés | Slágerlistás helyezés | Slágerlistás helyezés | Slágerlistás helyezés |
| Év   | Album adatai                                                  | FR                    | UK                    | GER                   | NL                    | B                     | IT                    | SWE                   | NOR                   |
| ---- | ------------------------------------------------------------- | --------------------- | --------------------- | --------------------- | --------------------- | --------------------- | --------------------- | --------------------- | --------------------- |
| 1968 | End Of The World - Megjelent: 1968. 11. 06. - Kiadó: Mercury  |                       |                       |                       |                       |                       |                       |                       |                       |
| 1969 | It's Five O'Clock - Megjelent: 1969. 11. 27. - Kiadó: Mercury |                       |                       |                       |                       |                       |                       |                       |                       |
| 1972 | 666 - Megjelent: 1972. 11. 06. - Kiadó: Vertigo               |                       |                       |                       |                       |                       |                       |                       |                       |

## Válogatásalbumok
| 1996 | The Complete Collection - Megjelent: 1996 - Kiadó: BR Polydor |  |  |  |  |
| 2003 | The Singles+ - Megjelent: 2003 - Kiadó: BR Music              |  |  |  |  |

## Középlemezek, EP-k
| Év   | Album adatai                                   | Slágerlistás helyezés | Slágerlistás helyezés | Slágerlistás helyezés | Slágerlistás helyezés | Album |
| Év   | Album adatai                                   | FR                    | UK                    | GER                   | US                    | Album |
| ---- | ---------------------------------------------- | --------------------- | --------------------- | --------------------- | --------------------- | ----- |
| 1972 | Hic Et Nunc - Megjelent: 1972 - Kiadó: Vertigo |                       |                       |                       |                       | 666   |

## Kislemezek
| Év   | Kislemez                      | Slágerlistás helyezés | Slágerlistás helyezés | Slágerlistás helyezés | Slágerlistás helyezés | Slágerlistás helyezés | Slágerlistás helyezés | Slágerlistás helyezés | Slágerlistás helyezés | Slágerlistás helyezés | Album             |
| Év   | Kislemez                      | FR                    | UK                    | GER                   | NL                    | B                     | IT                    | NOR                   | CH                    | RL                    | Album             |
| ---- | ----------------------------- | --------------------- | --------------------- | --------------------- | --------------------- | --------------------- | --------------------- | --------------------- | --------------------- | --------------------- | ----------------- |
| 1968 | Rain And Tears                | 1                     | 29                    | 28                    | 2                     | 7                     | 2                     | 2                     | 2                     | 4                     | End Of The World  |
| 1968 | End Of The World              | 4                     |                       |                       |                       |                       | 12                    |                       |                       |                       | End Of The World  |
| 1969 | Lontano Dagli Occhi           |                       |                       |                       |                       |                       |                       |                       |                       |                       | -                 |
| 1969 | I Want To Live                | 1                     |                       | 38                    | 1                     |                       | 9                     |                       | 8                     | 10                    | -                 |
| 1969 | Let Me Love Let Me Live       | 2                     |                       |                       | 4                     |                       |                       |                       |                       |                       | It's Five O'clock |
| 1969 | It's Five O'clock             | 1                     |                       |                       | 12                    |                       | 1                     |                       | 6                     |                       | It's Five O'clock |
| 1970 | Spring Summer Winter And Fall | 10                    |                       |                       | 12                    | 25                    | 1                     |                       |                       |                       | -                 |
| 1971 | Such A Funny Night            |                       |                       |                       | 9                     |                       |                       |                       |                       |                       | I'ts Five O'Clock |
| 1972 | Break                         |                       |                       |                       | 30                    |                       |                       |                       |                       |                       | 666               |